# Isiah Robertson
Isiah Robertson, detto Butch (New Orleans, 17 agosto 1949 – Dallas, 6 dicembre 2018), è stato un giocatore di football americano statunitense che ha giocato nel ruolo di linebacker nella National Football League. Fu scelto come 10º assoluto nel Draft NFL 1971 dai Los Angeles Rams. Al college ha giocato a football alla Southern University.

## Carriera professionistica

### Los Angeles Rams
Robertson fu scelto come decimo assoluto nel draft 1971 dai Los Angeles Rams. Nella sua prima stagione si impose come una delle nuove stelle della lega, sostituendo il partente Jack Pardee come linebacker nel lato forte titolare. A fine anno fu votato come rookie difensivo della stagione, inserito nel Second-team All-Pro e convocato per il Pro Bowl, tenutosi al Los Angeles Memorial Coliseum. I Rams terminarono con un record di 8-5-1 ma mancarono i playoff per mezza partita. La gara che costò i playoff ai Rams potrebbe essere stata proprio la prima di Isiah, quando i Rams persero 24-20 contro i New Orleans Saints, la squadra della sua città natale, dell'altro rookie Archie Manning che segnò un touchdown nella giocata finale.
Nel 1973, Robertson fu inserito nel First-team All-Pro in una delle migliori stagioni della sua carriera. Quell'anno intercettò tre passaggi di cui uno ritornato per 48 yard in touchdown contro i New York Giants nel Monday Night Football. I Rams terminarono con un record di 12-2 vincendo la Western division mentre il giocatore si rivelò uno dei migliori linebacker della lega.
Nel 1974, Isiah fu ancora nominato All-Pro e convocato per il suo terzo Pro Bowl. I Rams conclusero con un bilancio di 10-4 vincendo ancora la division. Nei playoff si videro opposti ai Washington Redskins. Nell'ultimo periodo di gioco, con Los Angeles in vantaggio per 13-10, intercettò un passaggio del quarterback Sonny Jurgensen ritornandolo per 59 yard nek touchdown che sigillò la vittoria della sua squadra.
Nel 1975, Robertson fu ancora convocato come il Pro Bowl e nominato All-Pro. Intercettò quattro passaggi ritornandoli per 118 yard e un  touchdown nella gara contro i Philadelphia Eagles vinta per 42-3. I Rams terminarono con un record di 12-2 vincendo la loro division. Nei playoff batterono i St. Louis Cardinals 35-23. Vennero eliminati nella finale della NFC dai Dallas Cowboys. Nei due anni successivi fu ancora convocato per il suo quinto e sesto Pro Bowl.
Nel 1978, il suo ultimo anno coi Rams, perse il suo ruolo di titolare in favore Bob Brudzinski. La squadra giunse fino al Super Bowl, dove fu sconfitta dai Pittsburgh Steelers.

### Buffalo Bills
A fine anno, Robertson fu scambiato coi Buffalo Bills, con cui firmò un contratto quadriennale da un milione di dollari. Con essi tornò a fare registrare cifre d'alto livello: 96 tackle, un sack, 2 fumble recuperati e 2 intercetti, di cui uno ritornato in touchdown nella gara contro i Cincinnati Bengals. Nel 1980 mise a segno 85 e i Bills, con un record di 11-5, vinsero la propria division. Furono eliminati nei playoff dai San Diego Chargers.
Nel 1981, Robertson fece registrare 81 tackle e Buffalo si qualificò ai playoff come wild card. Sconfisse i New York Jets 31-27 ma fu eliminata dai Bengals nel turno successivo. L'ultima stagione della carriera, quella del 1982, la passò come riserva, ritirandosi a fine anno.

## Palmarès

### Franchigia
- National Football Conference Championship: 1

Los Angeles Rams: 1978

### Individuale
- Convocazioni al Pro Bowl: 6

1971, 1973, 1974, 1975, 1976, 1977
- First-team All-Pro: 4

1973, 1974, 1975, 1976
- Second-team All-Pro: 2

1971, 1977
- Rookie difensivo dell'anno - 1971

## Statistiche
| Sack       | 25,5 |
| Intercetti | 25   |